# John Henderson
John Henderson (8 de março de 1747 — 3 de dezembro de 1785) foi um ator inglês, conhecido como Bath Boscius, que herdou o manto de David Garrick como o melhor ator de William Shakespeare.
De 1772 a 1978 ele se apresentou como integrante da empresa no Old Orchard Street Theatre, em Bath, Somerset.

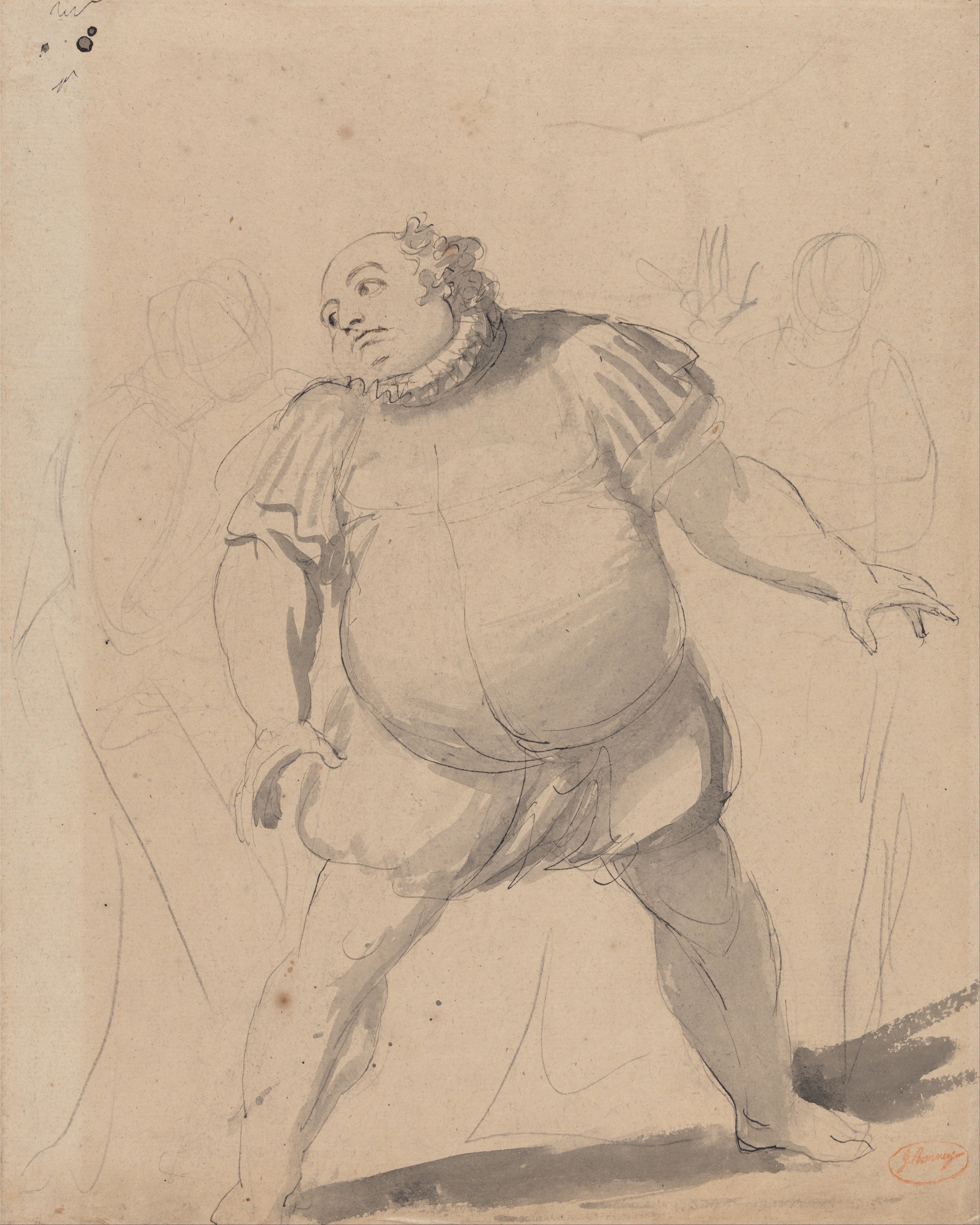
John Henderson como Falstaff

## Ler mais
- Henderson, John (1786).  Ireland, John, ed. Letters and Poems by the Late Mr. John Henderson. Londres, Inglaterra: J. Johnson. OCLC 84872216. OL 20444814M